# Bonte Klepper
De Bonte Klepper is een natuurgebied gelegen op de grens van de Antwerpse gemeenten Brecht, Malle en Rijkevorsel. De Bonte Klepper ligt op de zuidoever van het Kanaal Dessel-Turnhout-Schoten. Het gebied is 7 hectare groot en wordt beheerd door Natuurpunt. Het grenst aan het 68 hectare grote natuurgebied De Volharding. Het gebied is niet toegankelijk.
Het bestaat uit bos, heide en vennen, en er zijn veel kleiputten die wijzen op de vroegere aanwezigheid van steenfabrieken. Van belang zijn planten als zonnedauw, moeraswolfsklauw, klokjesgentiaan en klein warkruid. Er zijn diverse soorten blad- en levermossen en ook paddenstoelen te vinden. Veel insectensoorten komen er voor, waaronder de veenmol. Men vindt er de levendbarende hagedis, de groene kikker, de bruine kikker, de vinpootsalamander en de alpenwatersalamander. Broedvogels zijn de dodaars, de kuifeend, de boompieper, de gekraagde roodstaart, de grauwe vliegenvanger, de tuinfluiter en de kleine karekiet. Ook de wielewaal, de havik, de buizerd en de boomvalk worden er waargenomen.